# Andreas Voss
Pour les articles homonymes, voir Voss (homonymie).
Andreas Voss est un botaniste allemand né à Syke (à côté de Brême) le 12 mars 1857 et décédé le 9 avril 1924 à Heiligendamm (Bad Doberan).
Ce spécialiste de l'horticulture est l'éditeur en allemand, avec August Siebert (de) (1854-1923), de la troisième édition du guide Vilmorin sur la floriculture, Vilmorin's Blumengärtnerei. Il est aussi l'auteur d'un dictionnaire de botanique, Botanisches Hilfs- und Wörterbuch, la sixième édition date de 1922.